# 1974-es magyar teniszbajnokság
Az 1974-es magyar teniszbajnokság a hetvenötödik magyar bajnokság volt. A bajnokságot szeptember 9. és 16. között rendezték meg Budapesten, a Dózsa margitszigeti teniszstadionjában.

## Eredmények
| Versenyszám  | Arany                                              | Arany | Ezüst                                        | Ezüst | Bronz                                                                                | Bronz |
| ------------ | -------------------------------------------------- | ----- | -------------------------------------------- | ----- | ------------------------------------------------------------------------------------ | ----- |
| Férfi egyéni | Taróczy Balázs Vasas SC                            |       | Machán Róbert Bp. Honvéd                     |       | Baranyi Szabolcs Újpesti Dózsa                                                       |       |
| Női egyéni   | Szabó Éva Vasas SC                                 |       | Klein Beatrix Újpesti Dózsa                  |       | Gráczol Ágnes Bp. Honvéd                                                             |       |
| Férfi páros  | Taróczy Balázs, Machán Róbert Vasas SC, Bp. Honvéd |       | Baranyi Szabolcs, Benyik János Újpesti Dózsa |       | Klein Péter, Koltai Iván Újpesti DózsaVarga Géza, Gulyás István Újpesti Dózsa        |       |
| Női páros    | Szabó Éva, Klein Beatrix Vasas SC, Újpesti Dózsa   |       | Szörényi Judit, Széll Erzsébet Bp. Spartacus |       | Jószai Klára, Duday Melinda BSESzéman Katalin, Csehik Ágnes Újpesti Dózsa            |       |
| Vegyes páros | Machán Róbert, Szabó Éva Bp. Honvéd, Vasas SC      |       | Benyik János, Klein Beatrix Újpesti Dózsa    |       | Taróczy Balázs, Taróczy Nóra Vasas SCCsoknyai Bertalan, Széll Erzsébet Bp. Spartacus |       |